# Hołubica
Hołubica (ukr. Голубиця) – wieś na Ukrainie w rejonie złoczowskim należącym do obwodu lwowskiego.

## Położenie i historia
Na podstawie Słownika geograficznego Królestwa Polskiego i innych krajów słowiańskich: Hołubica to wieś w powiecie brodzkim nad rzeką Seret, 5 km na północny zachód od Pieniak (...)
Wieś ta należała w 1687 roku do króla Jana III Sobieskiego, który cerkiew tutejszą z dworzyskiem parochialnem oddał bazylianom podhoreckim, aktem fundacyi d. Złoczów, 15 października 1687..
Synopsis klasztoru podhoreckiego zawiera wiadomości o tym, że od 21 kwietnia do 24 sierpnia 1692 roku ikona Najświętszej Marii Panny z cerkwi hołubickiej płakała a świeczki pod nią paliły się przez nikogo nie zapalane.

Obraz preczystoj dziewy slozami rewnymi płakaw, świczki nikim nie zapaljuwani, po dekilka raziw pry cij swiatyj ikony zahorjałysia. Bahato nedużych ludej, szczo z wiroju prychodyły do cioho obrazu, widpowidno do swoho prochanija wid riznomantnych neduh i strastej tut zcyljałysia.

Ikona została ogłoszona cudowną i wkrótce przeniesiono ją do Podhorzec. Właścicielem dóbr ziemskich Hołubica był m.in. hrabia Włodzimierz Dzieduszycki.
Do 2020 w rejonie brodzkim. 

## Monstrancja z Huty Pieniackiej
W roku 2013, w dniu 421 rocznicy cudu ikony Matki Boskiej Hołubickiej administrator greckokatolickiej parafii pod wezwaniem Narodzenia NMP w Hołubicy, Jarosław Bordiuch przekazał pochodzącą ze zgliszcz Huty Pieniackiej monstrancję członkom polskiego stowarzyszenia "Huta Pieniacka". W ten sposób postanowił zaakcentować, że Ukraińcy i Polacy powinni pamiętać o tym, jak było przed wojną: 

Chcemy pokazać, że wcześniej było porozumienie między Polakami z Huty Pieniackiej a Ukraińcami. Oni obchodzili razem święta. I my chcemy odrodzić pamięć, że nie wszystko układało się źle.

W uroczystości wzięło udział ponad stu mieszkańców pobliskich wsi i około kilkudziesięciu Polaków z Polski i ze Lwowa.